# Sori (Wüstung)
Sori (russisch Зори; ehemals Позегник, deutsch Posegnick) ist seit 1975 eine Dorfwüstung im Rajon Prawdinsk in der russischen Oblast Kaliningrad im historischen Ostpreußen.

## Geographie
Die Landschaft bei Sori ist durch den fennoskandischen Eisschild gestaltet worden und ist eine postglaziale, hügelige, bewaldete Grundmoräne, die im Einzugsgebiet des Flusses Pregel (russisch Прего́ля Pregolja) liegt. Die Region gehört zum Baltischen Höhenrücken.
Die Dorfwüstung Sori liegt am Fluss Omet (russisch Стоговка Stogowka), etwa vier Kilometer südöstlich von Schelesnodoroschny (Железнодорожный, deutsch Gerdauen). Nördlich der Wüstung verläuft die Fernstraße 27A-028 (ehemals A196, einstige deutsche Reichsstraße 131) Kaliningrad–Schelesnodoroschny–Krylowo (deutsch Königsberg–Gerdauen–Nordenburg) und südlich die Staatsgrenze zwischen Russland und Polen.

## Geschichte
Ursprünglich war diese preußische Landschaft von den heidnischen Prußen (Natangen) bewohnt. Nach der Christianisierung durch den Deutschen Orden gehörte es dem Deutschordensstaat. Nach der Schlacht bei Tannenberg (1410) und dem Zweiten Frieden von Thorn im Jahr 1466 kam die Region zum Herzogtum Preußen. Mit den preußischen Verwaltungsreformen nach dem Wiener Kongress entstand zum 1. Februar 1818 der Kreis Gerdauen im Regierungsbezirk Königsberg in der preußischen Provinz Ostpreußen.
Im Jahr 1437 gab es in Posegnick ein Freigut und neun Bauernhufen. Nach dem Dreizehnjährigen Krieg (1454–1466) gehörte Posegnick zu den Ländereien, die an die Familie von Schlieben verliehen wurden und blieb in den nächsten Jahrhunderten in deren Besitz. Im Jahr 1831 kaufte Konrad von Romberg (1783–1833) die Güter;  Posegnick wurde abgetrennt und fand im Laufe der Jahre mehrere neue Besitzer. Durch Erbschaft und Verkauf gelangten die Posegnickschen Güter in der zweiten Hälfte des 19. Jahrhunderts an Johannes Hermann Neumann und blieben im Besitz dieser Familie bis zum Frühjahr 1945. Um das Jahr 1895 war das Gut mit Vorwerken 705 Hektar groß.
Im April 1874 wurde der Amtsbezirk Kanoten (Kanothen) mit dem Gutsbezirk Posegnick gebildet. Im März 1932 erfolgte die Umbenennung in Amtsbezirk Posegnick. Grund dafür war das Ende der Selbständigkeit von Kanoten im Rahmen des Zusammenschlusses der Orte Doyen (1938 bis 1945 Dugen, polnisch Duje), Kanoten (polnisch Kanoty) und Posegnick sowie Korklack (polnisch Kurkławki) zur neuen Landgemeinde Posegnick.
Nach dem Ersten Weltkrieg wurden die Rastenburger Kleinbahnen erweitert und die Bahnstrecke Barten–Gerdauen mit einer Haltestelle in Posegnick verlegt.
Im Jahr 1933 lebten in Posegnick 536 Einwohner, und im Jahr 1939 waren es 663 Einwohner.
Während der Ostpreußischen Operation wurde Posegnick im Frühjahr 1945 von der Roten Armee eingenommen und der sowjetischen Kommandantur unterstellt. Nach Kriegsende wurde die Region mit Posegnick ein Teil der Sowjetunion. Die ansässige deutsche Bevölkerung wurde, sofern sie nicht bereits geflüchtet war, in der Folge vertrieben. Der Ort hieß zunächst Позегник, was schlicht die Transkription aus dem Deutschen ist, und ab dem Jahr 1950 Зори Sori – seit 1975 ist er eine Dorfwüstung.

## Kirche
Bis 1945 war Posegnick in das evangelische Kirchspiel Gerdauen in der Kirchenprovinz Ostpreußen der Kirche der Altpreußischen Union sowie in die römisch-katholische Kirche St. Bruno Insterburg (russisch Tschernjachowsk) im Bistum Ermland eingepfarrt.

## Persönlichkeiten
- Johannes Neumann (1817–1886), Gutsbesitzer in Posegnick, und Mitglied des Deutschen Reichstags, verstarb am 13. Juni 1886 in Posegnick
- Erich von Lojewski (1909–1970), deutscher Journalist, Redakteur und Schriftsteller lebte von 1943 bis 1945 in Posegnick
- Wolf von Lojewski (* 1937), wohnte als Kind von 1937 bis Januar 1945 auf dem Gut der Familie Neumann in Posegnick[6]